# Jenifer Brening
Jenifer Brening (født 15. december 1996) er en tysk sanger og sangskriver, som repræsenterede San Marino ved Eurovision Song Contest 2018 sammen med Jessika med "Who We Are". De kom på 17. plads i anden semifinale, og derfor kvalificerede de sig ikke til finalen.